# Sint-Petrus en Pauluskerk (Rumbeke)

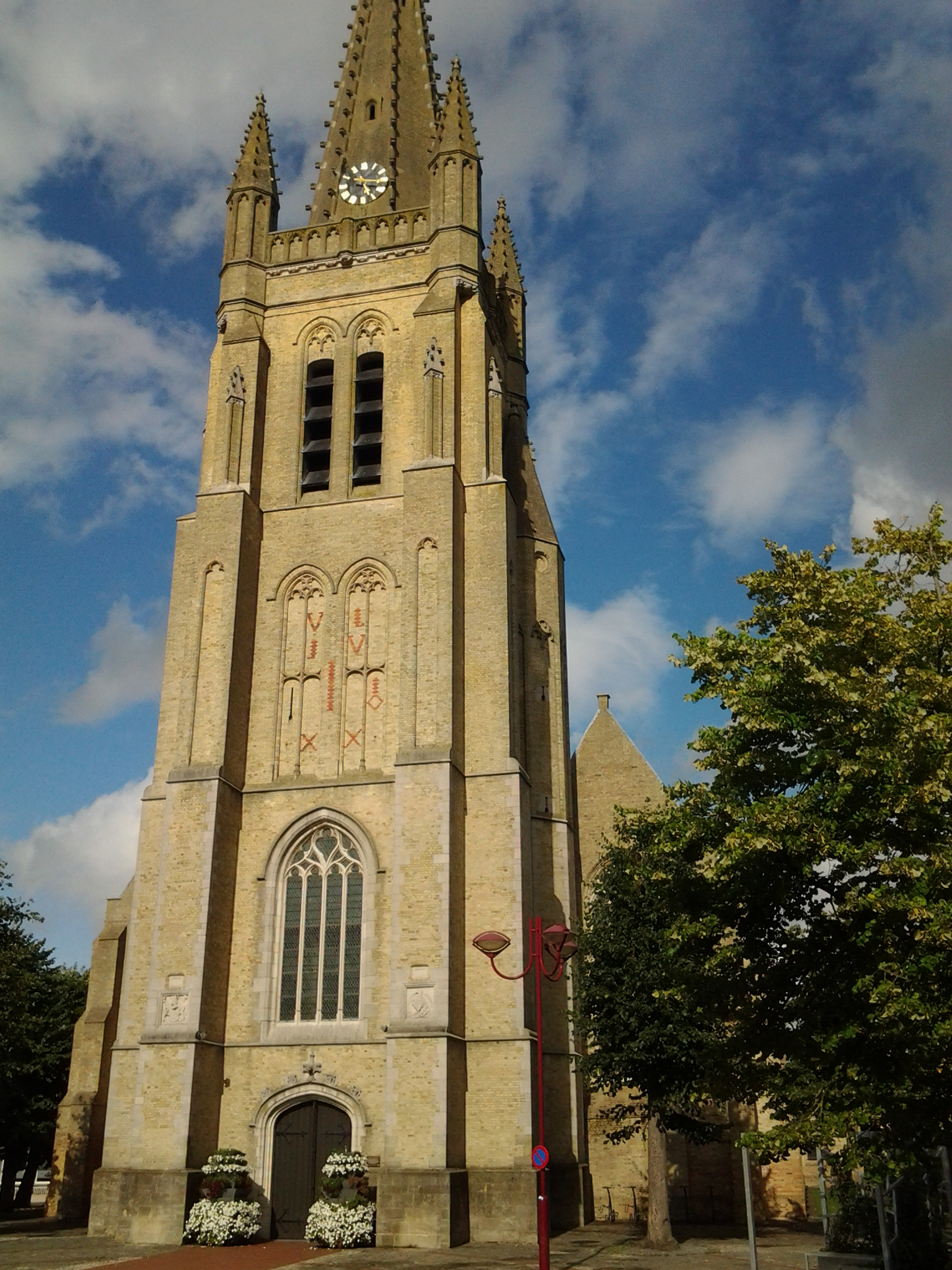
Sint-Petrus en Pauluskerk

De Sint-Petrus en Pauluskerk is de parochiekerk van de tot de West-Vlaamse gemeente Roeselare behorende plaats Rumbeke, gelegen aan Kerkplein 52.

## Geschiedenis
Rumbeke was vanouds een belangrijke parochie, waarvan zich Oekene en Kachtem afsplitsten in 1143. Tussen de 13e en 15e eeuw werd een kerk gebouwd die zowel romaanse als gotische elementen bevatte. Tijdens de godsdienstoorlogen werd deze kerk zwaar beschadigd om in de 17e eeuw herbouwd te worden. Het interieur werd in barokstijl uitgevoerd. In 1641 werden de koren verlengd.
De kerk had een houten toren die in 1865 door een bakstenen neogotisch exemplaar werd vervangen. Deze werd in 1899 vernield en in 1900 herbouwd naar ontwerp van Pierre Nicolas Croquison. In 1918 werd de toren opnieuw verwoest en de kerk zwaar beschadigd. Van 1924-1929 vond herbouw van de kerk plaats.

## Gebouw
Het betreft een driebeukige bakstenen hallenkerk met voorgeplaatste westtoren, gebouwd in historiserende gotiek. De toren heeft vier geledingen en vier hoektorentjes op de trans. Hij wordt geflankeerd door een veelhoekige traptoren.

## Interieur
Een deel van het meubilair is 18e-eeuws, zoals de preekstoel (1715) en de communiebank (1739). Het koorgestoelte, in renaissancestijl, is van het eerste kwart van de 16e eeuw. Het romaans doopvont is van ongeveer 1200. In de zuidelijke zijbeuk is een graftombe (16e eeuw) van Jacob van Thiennes (heer van Rumbeke) en diens tweede echtgenote Katelijne van Ognies, welke stierven in respectievelijk 1534 en 1545.